# Carbo Gliwice
KS Carbo Gliwice – polski klub piłkarski z siedzibą w Gliwicach, powstały w 1946 roku. W sezonie 2025/2026 występuje w rozgrywkach klasy A, w sezonie 2002/2003 oraz w sezonie 2003/2004 klub grał w III lidze.

## Informacje ogólne
Klub:
- Pełna nazwa: Klub Sportowy Carbo Gliwice
- Liga: klasa A
- Rok założenia: 1946
- Barwy: Czerwono-zielone
- Adres: ul. Lekarska 5, 44-151 Gliwice

Stadion:
- Adres: ul. Lekarska 5, Gliwice
- Pojemność - 1500
- Oświetlenie - Brak
- Wymiary - 105 m x 68 m

Władze:
- Prezes: Arkadiusz Bok
- Zarząd: Grzegorz Nowak, Szymon Maksym
- Trener: Michał Kołodziej

## Historia
W 1946 r. powstał Górniczy Związkowy Klub Sportowy Górnik Gliwice, a w 1948 r. Carbo Gliwice. Po połączeniu Górnika i Carbo przyjęto nazwę KS Górnik Gliwice (1956) Górniczo-Koksochemiczny Klub Sportowy Carbo Gliwice (1968?) po połączeniu z Komunikacyjnym KS Kolejarz Gliwice powstał Górniczo-Kolejowy Klub Sportowy Carbo Gliwice. W 1969 r. nastąpiło rozdzielenie klubu na Komunikacyjny KS Kolejarz oraz KS Carbo. W 1972 r. wchłonięto klub grający w klasie B, Unię Ostropa.